# Chien courant italien à poil ras
Le chien courant italien à poil ras (segugio italiano a pelo raso) est une race de chiens originaire d'Italie. C'est un chien courant de taille moyenne, bien proportionné et de construction robuste. Le poil est ras et lisse, la robe est noire et feu, fauve ou tricolore. Il existe une variété à poil dur, considérée comme une race différente : le chien courant italien à poil dur. Il s'agit d'un chien de chasse employé comme chien courant pour la chasse au lièvre et la chasse au sanglier.

## Historique
L’origine du chien courant italien est considérée comme très ancienne : il serait un descendant des chiens de courses de l'Égypte antique amenés en Europe par les commerçants phéniciens. 

## Standard

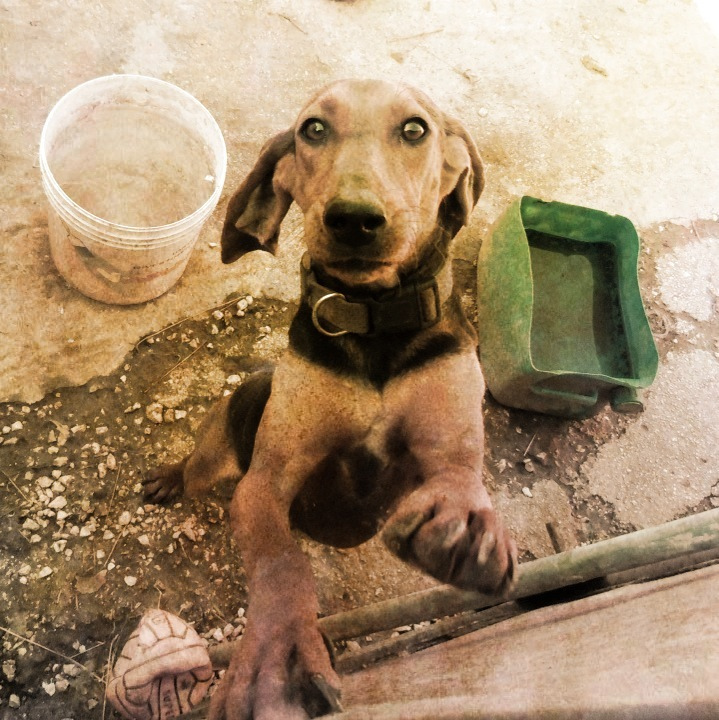
Chien courant italien à poil ras noir et feu.

Le chien courant italien à poil ras est un chien de taille moyenne, de construction robuste, bien proportionné. Le corps s’inscrit dans un carré. L'ossature est bien développée, les formes sont sèches, avec des muscles dépourvus de graisse. Attachée haut, la queue est grêle à la racine et uniforme sur toute sa longueur, sauf à son extrémité, où elle devient très fine. L'extrémité de la queue touche ou atteint presque la pointe du jarret. Au repos, la queue est pendante et en action, elle se relève jusqu’à dépasser la ligne du dos. La tête est allongée, les axes longitudinaux crânio-faciaux sont divergents. Les yeux en amande sont grands et de couleur ocre sombre. L’oreille tombante présente une torsion qui la porte en entier vers l’avant. De forme triangulaire, l'oreille est plate sur presque toute sa longueur et très large. L’extrémité se termine en forme de pointe étroite.
Le poil est ras, de texture raide, dense, serré et uniformément lisse. Quelques poils durs épars peuvent se trouver sur le tronc, sur le museau ainsi que sur les membres. La robe est fauve avec ou sans blanc, noir et feu avec ou sans blanc. Le fauve s'étend sur les gammes du rouge intense au fauve délavé, jamais marron (café, foie). La robe fauve peut présenter du blanc sur le museau et sur le crâne, une étoile blanche au poitrail, sur le cou, sur les métacarpes, sur les métatarses, sur les pieds et à la pointe de la queue. Le noir et feu peut présenter une étoile blanche au poitrail.

## Caractère
Le chien courant italien à poil dur est décrit dans le standard FCI comme hardi mais d’un caractère peu expansif. Les chiens courants italiens sont considérés comme de tempérament réservé, fier et orgueilleux et peu expansif. La socialisation dès le plus jeune âge est essentielle pour que le chien ne devienne pas trop timide. Ce sont des chiens dociles avec l'homme, qui conviennent aux enfants.

## Utilité
Le chien courant italien à poil ras est un chien de chasse utilisé comme chien courant. Résistant et rapide, il s'adapte à tous les terrains. La voix est décrite comme retentissante. Les chiens courants italiens sont utilisés pour la chasse au lièvre seul, en couple ou en petite meute et pour la chasse au sanglier en petite meute de cinq à dix chiens.
Docile, c'est un chien de compagnie agréable, mais généralement jugé distant.

## Représentations du chien courant italien
Des chiens de même type et stature sont représentés aux côtés des statues de Diane chasseresse du musée de Naples et celle de Diane tirant à l’arc du musée du Vatican. Au château de Borso d’Este (XVIIe siècle), un tableau représente un chien de type identique au chien actuel.